# 大分県道630号蒲江波当津インター線
大分県道630号蒲江波当津インター線（おおいたけんどう630ごう かまえはとうづインターせん）は、大分県佐伯市を通る一般県道である。

## 概要
宮崎県道・大分県道122号古江丸市尾線交点から東九州自動車道の蒲江波当津ICに至る。沿道には県道の標識はない。

### 路線データ
- 起点：大分県佐伯市蒲江大字波当津浦[1][2]（宮崎県道・大分県道122号古江丸市尾線交点）
- 終点：大分県佐伯市蒲江大字波当津浦[1][2]（東九州自動車道 蒲江波当津IC）

## 歴史
- 2012年（平成24年）11月9日大分県告示第708号により認定[1]。
- 2013年（平成25年）2月16日 - 東九州自動車道 蒲江IC - 北浦IC間開通[3]。

## 地理

### 通過する自治体
- 佐伯市

### 交差する道路
| 交差する道路                        | 交差する場所     | 交差する場所             |
| ----------------------------------- | ---------------- | ------------------------ |
| 宮崎県道・大分県道122号古江丸市尾線 | 蒲江大字波当津浦 | 起点                     |
| E10 東九州自動車道                  | 蒲江大字波当津浦 | 19-1 蒲江波当津IC / 終点 |

### 沿線
- 波当津海岸（起点付近）